# Tobitsch, Zobrce
Tobitsch je naselje v Občini Zobrce v Okraju Beljak-dežela na Koroškem v Avstriji.